# Ignaz Feigerle

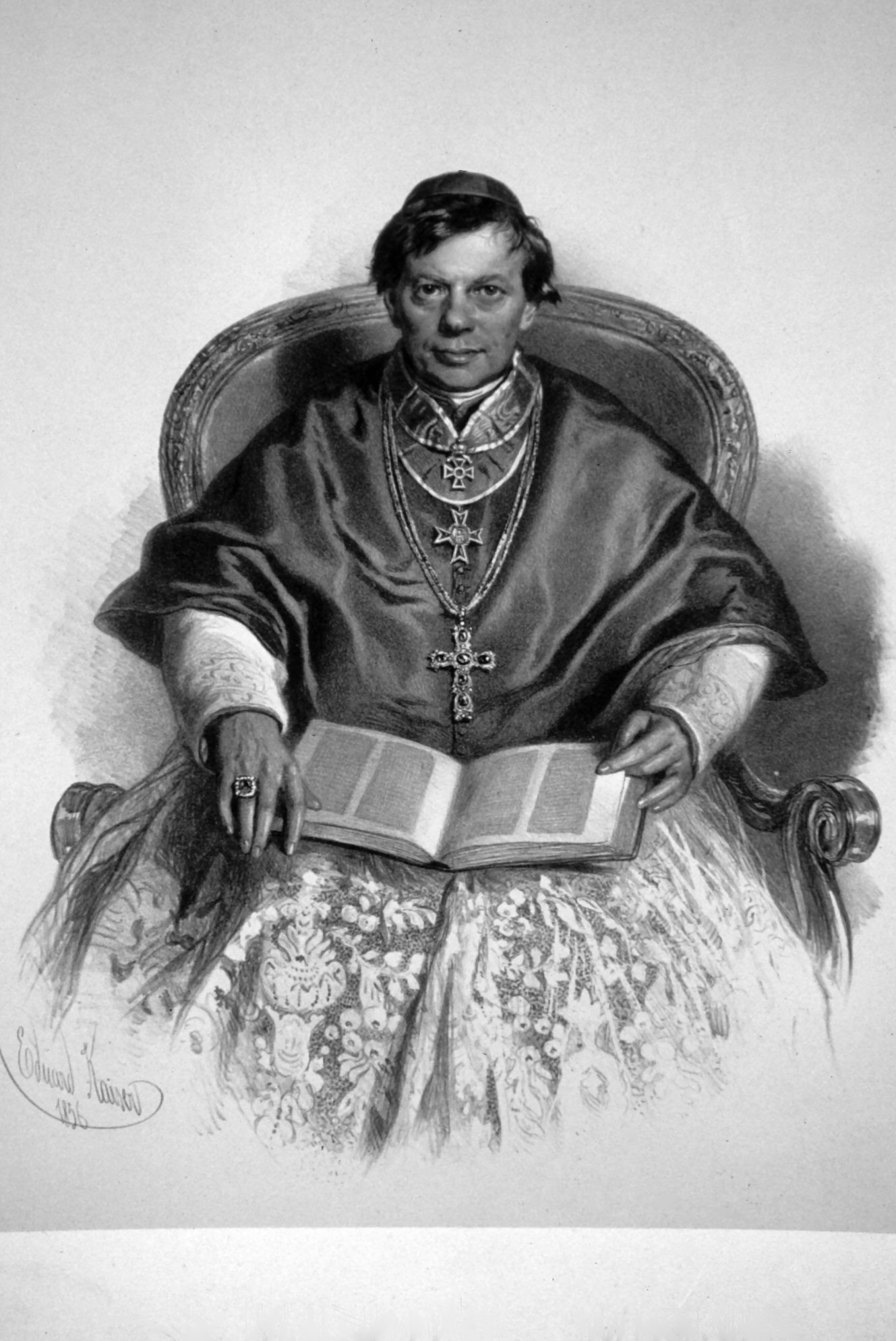
Bischof Ignaz Feigerle (Lithographie von Eduard Kaiser, 1856)

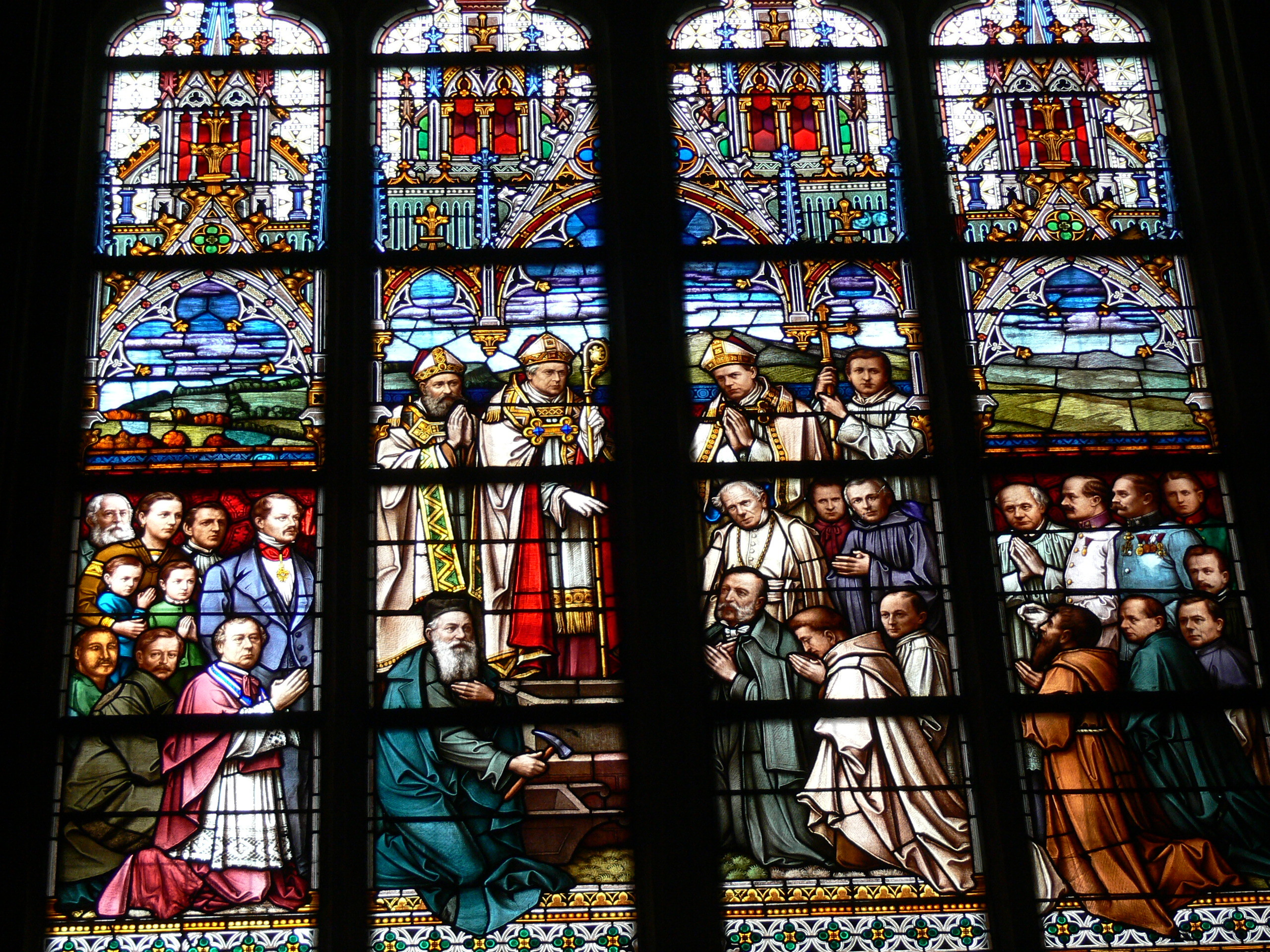
Glasfenster im Linzer Dom: Ignaz Feigerle als rechter der drei zentralen Bischöfe mit Mitra;links von ihm Bischof Athanasius Zuber mit Bart; Mittig Bischof Franz Joseph Rudigier mit Hirtenstab.

Ignaz Feigerle (* 7. April 1795 in Biskupstwo, Mähren; † 27. September 1863 in Ochsenburg) war ein katholischer Theologe und Bischof der Diözese St. Pölten.

## Leben
Feigerle studierte am Frintaneum in Wien und gehörte als Hofkaplan der Hof- und Burgpfarre an.  Er wurde 1825 Professor für Pastoraltheologie an der Universität Olmütz. 1829 ging er an die Universität Wien, 1846 wurde er dort Rektor. 
Im Jahr 1851 wurde Feigerle Bischof von St. Pölten. Er gründete 1858 den Hippolytus, eine wissenschaftliche Diözesanzeitschrift, diese wurde von Matthäus Binder und Anton Kerschbaumer herausgegeben. Im Jahr 1856 begründete er das bischöfliche Knabenseminar „Marianum“ in Krems an der Donau, das 1871 nach Seitenstetten übersiedelte.
Im Linzer Mariä-Empfängnis-Dom existiert ein Buntglasfenster aus dem 19. Jahrhundert, das die Grundsteinlegung am 1. Mai 1862 zeigt und auf dem die dabei anwesenden Bischöfe Franz Joseph Rudigier, Ignaz Feigerle und Athanasius Zuber abgebildet sind.